# サン・レコード
サン・レコード (Sun Records ) は、1952年3月27日にアメリカ合衆国テネシー州メンフィスで設立されたインディペンデント系レコードレーベル。
サム・フィリップスによって設立され、エルヴィス・プレスリー（そのレコード契約権は1955年に35,000ドルでRCAレコードに売却され、経営危機を救った）、カール・パーキンス、ロイ・オービソン、ジェリー・リー・ルイス、ジョニー・キャッシュ等の著名な歌手にとって、デビューして最初に契約したレコードレーベルとなった。このような著名な歌手と契約する前は、フィリップスがリズム・アンド・ブルースを好み、白人にブラックミュージックを聴いて欲しいと願ったため、サン・レコードは主にアフリカ系アメリカ人と契約するレコードレーベルとして知られていた。オーナーのサム・フィリップスがフロリダ州に旅行に行っている間にジェリー・リー・ルイスを発掘したのは、音楽プロデューサーで技術者のジャック・クレメントであった。サン・レコードの当初のロゴはメンフィスの住人でフィリップスの高等学校時代の同級生であったジョン・ゲイル・パーカー・ジュニア.がデザインしたものである。

## 経緯
1952年までフィリップスが新人をスカウトして紹介していたレコード会社重役の1人であるジム・ブレットの財政援助でフィリップスはサン・レコードを創立した。
20世紀後期、多くのサン・レコードのミュージシャンの音楽がロックンロールの基礎を築いて多くの若いミュージシャン、特にビートルズに影響を与えた。2001年、ポール・マッカートニーはトリビュート・コンピレーション・アルバム『Good Rockin' Tonight: The Legacy Of Sun Records 』に参加した。1956年12月4日、プレスリー、パーキンス、キャッシュ、ルイスによる即興演奏が『ミリオン・ダラー・カルテット』と名付けられ、サン・レコードのピアノをプレスリーが弾き、その周りを他の3名が取り囲んだ有名な写真を基に、2010年、トリビュート・ミュージカル『ミリオン・ダラー・カルテット』が製作された。
1969年、マーキュリー・レコードのプロデューサーのシェルビー・シングルトンがフィリップスからサン・レコードを買収した。1970年代初期、シングルトンはこれをサン・インターナショナル社として、サン・レコードの初期のアーティストの曲を再発売した。プレスリーの物真似としてロカビリー歌手ジミー・エリスをオリオンという名で売り出した。現在もサン・エンタテイメント社として存在し、ブランドのライセンスおよび過去の曲(その多くがCDボックス・セットなどに収録されている)の販売権を所有している。サン・エンタテイメント社はSSSインターナショナル・レコード、プランテーション・レコード、アマゾン・レコード、レッド・バード・レコード、ブルー・キャット・レコードを所有している。ウエブサイトでは1950年代のサン・レコードのロゴを冠したCDなど収集価値のあるアイテムを購入することができる。
1970年代から主に再発売を行なっているが、2013年、サン・レコードはジュリー・ロバーツとレコーディング契約を結んだ。

## 著名な人々
ロスコ・ゴードン、ルーファス・トーマス、その娘カーラ・トーマス、リトル・ミルトン、ジェリー・リー・ルイス、カール・パーキンス、ジョニー・キャッシュ、エルヴィス・プレスリー、ロイ・オービソン、チャーリー・リッチ、コンウェイ・トゥイッティ(当時本名のハロルド・ジェンキンスで活動していた)などが過去に所属していた。ラヴィン・スプーンフルの曲『Nashville Cats 』の中で、ジョン・セバスチャンが実際はメンフィスであるが誤って「ナッシュビルの黄色いサン・レコード」と言及している。